# Matojärvi, Övertorneå kommun
Matojärvi är en by i tidigare Hietaniemi socken i södra Övertorneå kommun vid gränsen till Haparanda kommun. Grannbyar är Risudden, Vuomajärvi, Kärrbäck och Korpikylä. Matojärvi by ligger invid sjön med samma namn.
Författarinnan Hilja Byström var född i Matojärvi. Sommaren 2008 firades 100-årsminnet av hennes födelse med musikalen Sånger från Matojärvi med text av Bengt Pohjanen och musik av Kaj Chydenius samt med sopranen Carina Henriksson och tenoren Ulric Björklund i huvudrollerna. Musikalen hade premiär i hembygdsgården i Matojärvi.
Vid folkräkningen den 31 december 1890 bodde 214 personer i byn. Sökningar på sidan Ratsit i april 2016 visade 11 personer över 16 års ålder folkbokförda i Matojärvi.